# Brachionus charini
Brachionus charini är en hjuldjursart som beskrevs av Kutikova, Kosova och Khodorevsky 1976. Brachionus charini ingår i släktet Brachionus och familjen Brachionidae. Inga underarter finns listade i Catalogue of Life.